# Palais des congrès de Paris
Palais des congrès de Paris i Paris sjuttonde arrondissement ligger ett centrum för affärs-, kongress- och utställningsevenemang i huvudstaden, beläget vid Porte Maillot, på gränsen mellan Paris, Bois de Boulogne och Neuilly-sur-Seine. Palais des Congrès är en del av samma komplex som en skyskrapa, Hôtel Hyatt Regency Paris Étoile.
Kongresspalatset är framför allt, som namnet antyder, ett viktigt köpcentrum med hallar, butiker, restauranger, mötesrum och utställningslokaler.